# Henri Krasucki
Henri Krasucki (Wołomin, 2 settembre 1924 – Parigi, 24 gennaio 2003) è stato un sindacalista francese. Superstite dell'Olocausto, fu segretario generale della CGT.

## Biografia

### Giovinezza
Suo padre Isaac, tessitore, militante sindacale e politico, per fuggire i pogrom si trasferì in Francia con sua moglie, Léa Borsczewski, lavoratrice tessile e militante comunista, nel 1926. Suo padre fu arrestato per sabotaggio il 20 gennaio 1943 e rinchiuso nel campo di internamento di Drancy; venne deportato il 13 febbraio a Birkenau e inviato alle camere a gas al suo arrivo.
Nella sua infanzia Krasucki fu «uno dei più celebri "pionieri" del patronato della Bellevilloise», una delle società più rappresentative del movimento cooperativo francese. Nel 1999 avrebbe evocato il «fraterno patrocinio comunista» del suo quartiere. Nonostante i suoi genitori volessero che proseguisse gli studi, preferì impiegarsi nella Renault una volta ottenuto il suo diploma professionale; le sue qualità di sindacalista si fecero presto notare.

### La Resistenza e la deportazione
Membro della Resistenza, si unì alla "Manodopera immigrata" (Main-d'Œuvre immigrée, MOI) del Partito Comunista Francese sotto lo pseudonimo di mésange (cincia). Henri Krasucki si occupava dei quadri dell'organizzazione e del reclutamento dei giovani. All'inizio di marzo, suo fratello Maurice fu ucciso in seguito a un attacco contro un distaccamento della Wehrmacht. Arrestato il 23 marzo 1943, Henri fu consegnato alla Gestapo che arresta sua madre e altri membri della resistenza. Torturato nella prigione di Fresnes, dove fu rinchiuso per sei settimane, rifiutò di parlare; fu quindi deportato al campo di Jawischowitz, collegato a quello di Auschwitz, e poi a Buchenwald. Il suo convoglio partito dal campo di internamento di Drancy il 23 giugno 1943, il numero 55, deportava 1002 ebrei, di cui 160 bambini di meno di 18 anni. Solo 86 persone di quel convoglio sono sopravvissute alla Shoah.
Henri Krasucki ne tornò il 28 aprile 1945, «giusto in tempo per manifestare il 1º maggio», come avrebbe detto con umorismo.

### Impegni politici
Dopo la guerra diventò uno dei dirigenti del Partito Comunista Francese, ma il suo impegno principale restò nel sindacato. Nel 1949 fu segretario generale dell'Unione dipartimentale della CGT del dipartimento della Senna. Nel 1953 entrò nell'ufficio federale del PCF della Senna; poi al comitato centrale del PCF nel 1956. Nel 1961 entrò nell'ufficio confederale della CGT, poi fu nominato direttore de La Vie ouvrière (la «VO»), il giornale del sindacato. Nel 1964 diventò membro dell'ufficio politico del PCF. Si parlò di lui per prendere la direzione della Confédération générale du travail nel 1967, ma gli fu preferito Georges Séguy. Henri Krasucki gli succedette nel 1982 in seguito al 41º congresso, lasciando la carica nel 1992 durante il 44º congresso a Louis Viannet. In quei dieci anni gli iscritti alla CGT si erano dimezzati, giungendo a circa 700.000 aderenti.
All'inizio del suo mandato Henri Krasucki si pose come interlocutore principale del potere, fino all'uscita dei ministri comunisti dal governo, nel 1984, quando ridivenne il portavoce del malcontento sociale. Fino agli inizi degli anni Ottanta difendeva gli orientamenti più rigidi del Partito Comunista; questo lo portò in posizione di relativa opposizione a Georges Séguy. In effetti, a partire dal 1978, Séguy cercava di evitare alla CGT le ripercussioni della rottura dell'Unione della sinistra, avvenuta nell'ottobre 1977, sforzandosi invano di ammorbidire la linea settaria del Partito Comunista. Krasucki gli succedette vincendo anche qualche resistenza interna. Internazionalista convinto, fu eletto nel 1986 vice presidente della Federazione sindacale mondiale (FSM); da cui nel 1995 dovette patire la disaffiliazione della CGT. Verso la fine del suo mandato iniziò tuttavia una presa di distanza dal PCF, la quale consentì al sindacato di sopportare molto meglio del partito il declino degli anni Novanta. Così, silenzioso su Berlino Est nel 1953, sui fatti di Budapest del 1956 e sulla Primavera di Praga nel 1968, dopo il 43º congresso del 1989 condannò la repressione della piazza Tiananmen a Pechino, in Cina.
Parodiato nello spettacolo umoristico televisivo di marionette Bébête Show, era un uomo di cultura, appassionato di opera lirica e ammiratore di Paul Éluard, rigoroso, innamorato della libertà e della giustizia. Sempre disponibile, era riconosciuto per le sue qualità umane e come vigoroso negoziatore (protagonista degli accordi per l'indennizzo della disoccupazione e il diritto alla formazione, nel 1970), ma anche un ardente partigiano della linea dura del suo partito e dello sciopero.
Fu membro dell'ufficio politico del PCF fino al 1996. Quando morì, il «compagno Henri Krasucki» fu ricordato dalla segretaria nazionale del PCF Marie-George Buffet «con emozione e molto rispetto». Il presidente francese Jacques Chirac rese omaggio «al figlio di immigrati polacchi la cui giovinezza fu presto segnata dalla lotta per la libertà e per la Francia e che conobbe il dramma della deportazione a nemmeno vent'anni».
Henri Krasucki è sepolto al cimitero di Père-Lachaise, accanto a sua madre Léa e a sua sorella "Lili", vicino al settore dei deportati di fronte al muro dei Fédérés.
Una piazza Henri Krasucki è stata inaugurata il 23 giugno 2005  a Parigi nel XX arrondissement, all'incrocio delle vie Levert, des Envierges, de la Mare, des Couronnes e des Cascades, vicino al parco di Belleville. Aveva abitato a lungo in rue des Couronnes, al civico 107, sulla piazza che ora porta il suo nome.

## Citazione
«Non vi è mezzo di coercizione più violento del datore di lavoro contro il lavoratore che la disoccupazione».